# Campeonato de Primera División B 1957 (Argentina)
El Campeonato de Primera División B 1957 fue la vigésima cuarta temporada de la categoría, que era la segunda división del fútbol argentino. Esta temporada marcó la incorporación de San Telmo ascendido de la Primera C y de Chacarita Juniors, descendido desde la Primera División.
El torneo otorgó el ascenso para el campeón y dispuso el descenso para el último de la tabla de promedios, siendo este el primer torneo en que fue implementada. Fue también el único año en el que fueron tenidas en cuenta dos temporadas, ya que se empezó a contabilizar desde la anterior.
El campeón fue Central Córdoba (R) que debió aguardar hasta la última fecha para consagrarse. Logró así su primer y único ascenso a la máxima categoría, conseguido luego de disputar cinco temporadas consecutivas en la segunda división.
Asimismo, el torneo decretó el descenso de Argentino de Quilmes, que perdió la categoría tras ser derrotado en un desempate ante Excursionistas, equipo con el que había finalizado igualado en la última posición de la tabla de descenso.

## Ascensos y descensos
| Posición | Descendido de la Primera B 1956 |
| -------- | ------------------------------- |
| 18.º     | Colegiales                      |

| Posición | Ascendido de la Primera C 1956 |
| -------- | ------------------------------ |
| 1.º      | San Telmo                      |

| Posición | Ascendido a la Primera División 1957 |
| -------- | ------------------------------------ |
| 1.º      | Atlanta                              |

| Posición | Descendido de la Primera División 1956 |
| -------- | -------------------------------------- |
| 16.º     | Chacarita Juniors                      |

## Formato
Los dieciocho equipos participantes disputaron dos ruedas de todos contra todos.

### Ascensos
El equipo con más puntos fue el campeón, obteniendo el único ascenso a la Primera División.

### Descensos
Se elaboró una tabla de promedios, teniendo en cuenta las temporadas 1956 y 1957. El equipo que finalizó en el último lugar descendió a la Primera C.

## Equipos participantes
| Equipo               | Ciudad               |
| -------------------- | -------------------- |
| All Boys             | Buenos Aires         |
| Almagro              | José Ingenieros      |
| Argentino de Quilmes | Quilmes              |
| Banfield             | Banfield             |
| Central Córdoba (R)  | Rosario              |
| Chacarita Juniors    | Villa Maipú          |
| Colón                | Santa Fe             |
| Dock Sud             | Dock Sud             |
| El Porvenir          | Gerli                |
| Excursionistas       | Buenos Aires         |
| Nueva Chicago        | Buenos Aires         |
| Platense             | Buenos Aires         |
| Quilmes              | Quilmes              |
| San Telmo            | Isla Maciel          |
| Sarmiento            | Junín                |
| Talleres             | Remedios de Escalada |
| Temperley            | Turdera              |
| Unión                | Santa Fe             |

### Distribución geográfica de los equipos
| Región                                   | Cant. | Equipos |
| ---------------------------------------- | ----- | --- |
| Conurbano bonaerense                     | 10    | Almagro, Argentino de Quilmes, Banfield, Chacarita Juniors, Dock Sud, El Porvenir, Quilmes, San Telmo, Talleres (RdE) y Temperley |
| Ciudad de Buenos Aires                   | 4     | All Boys, Excursionistas, Nueva Chicago y Platense                                                                                |
| Provincia de Santa Fe                    | 3     | Central Córdoba (R), Colón y Unión                                                                                                |
| Interior de la provincia de Buenos Aires | 1     | Sarmiento (J) |

## Tabla de posiciones final
| Pos. | Equipo               | Pts. | PJ | PG | PE | PP | GF | GC | Dif. |
| ---- | -------------------- | ---- | -- | -- | -- | -- | -- | -- | ---- |
| 1.º  | Central Córdoba (R)  | 49   | 34 | 22 | 5  | 7  | 69 | 40 | 29   |
| 2.º  | Platense             | 46   | 34 | 17 | 12 | 5  | 62 | 38 | 24   |
| 3.º  | Unión                | 42   | 34 | 17 | 8  | 9  | 84 | 54 | 30   |
| 4.º  | Chacarita Juniors    | 41   | 34 | 15 | 11 | 8  | 63 | 50 | 13   |
| 5.º  | Banfield             | 41   | 34 | 15 | 9  | 10 | 67 | 56 | 11   |
| 6.º  | Sarmiento (J)        | 40   | 34 | 13 | 14 | 7  | 54 | 35 | 19   |
| 7.º  | All Boys             | 37   | 34 | 11 | 15 | 8  | 74 | 58 | 16   |
| 8.º  | Almagro              | 35   | 34 | 12 | 11 | 11 | 68 | 68 | 0    |
| 9.º  | Dock Sud             | 31   | 34 | 14 | 3  | 17 | 69 | 70 | −1   |
| 10.º | Nueva Chicago        | 31   | 34 | 11 | 9  | 14 | 57 | 70 | −13  |
| 11.º | Talleres (RdE)       | 31   | 34 | 10 | 9  | 15 | 64 | 71 | −7}} |
| 12.º | San Telmo            | 30   | 34 | 12 | 8  | 14 | 59 | 71 | −12  |
| 13.º | Colón                | 29   | 34 | 11 | 7  | 16 | 39 | 61 | −22  |
| 14.º | Quilmes              | 28   | 34 | 9  | 10 | 15 | 57 | 72 | −15  |
| 15.º | El Porvenir          | 28   | 34 | 10 | 6  | 18 | 61 | 67 | −6   |
| 16.º | Argentino de Quilmes | 26   | 34 | 9  | 8  | 17 | 41 | 72 | −31  |
| 17.º | Excursionistas       | 24   | 34 | 9  | 6  | 19 | 63 | 83 | −20  |
| 18.º | Temperley            | 23   | 34 | 12 | 3  | 19 | 58 | 73 | −15  |

|  | Se consagró campeón. |

| 1. 2. |

## Tabla de descenso
Para su confección se tomaron en cuenta las campañas de las últimas dos temporadas. El equipo que tuviera el peor promedio descendería a la Primera C.
| Pos  | Equipo               | Promedio | 1956 | 1957 | Total | TJ |
| ---- | -------------------- | -------- | ---- | ---- | ----- | -- |
| 1.º  | Central Córdoba (R)  | 46,50    | 44   | 49   | 93    | 2  |
| 2.º  | Banfield             | 41,50    | 42   | 41   | 83    | 2  |
| 3.º  | Chacarita Juniors    | 41,00    | -    | 41   | 41    | 1  |
| 4.º  | Platense             | 41,00    | 36   | 46   | 82    | 2  |
| 5.º  | Sarmiento            | 40,50    | 41   | 40   | 81    | 2  |
| 6.º  | Unión                | 38,50    | 35   | 42   | 77    | 2  |
| 7.º  | All Boys             | 35,00    | 33   | 37   | 70    | 2  |
| 8.º  | Almagro              | 33,00    | 31   | 35   | 66    | 2  |
| 9.º  | Colón                | 33,00    | 37   | 29   | 66    | 2  |
| 10.º | Temperley            | 31,50    | 40   | 23   | 63    | 2  |
| 11.º | Nueva Chicago        | 30,50    | 30   | 31   | 61    | 2  |
| 12.º | San Telmo            | 30,00    | -    | 30   | 30    | 1  |
| 13.º | Talleres (RdE)       | 29,50    | 28   | 31   | 59    | 2  |
| 14.º | Dock Sud             | 29,00    | 27   | 31   | 58    | 2  |
| 15.º | El Porvenir          | 28,50    | 29   | 28   | 57    | 2  |
| 16.º | Quilmes              | 28,50    | 29   | 28   | 57    | 2  |
| 17.º | Argentino de Quilmes | 27,50    | 29   | 26   | 55    | 2  |
| 18.º | Excursionistas       | 27,50    | 31   | 24   | 55    | 2  |

|  |                                                                                |
|  | Disputaron un desempate para determinar qué equipo descendería a la Primera C. |

## Resultados
Primera Rueda
| Fecha 1           | Fecha 1   | Fecha 1              | Fecha 1           | Fecha 1    | Fecha 1 |
| Local             | Resultado | Visitante            | Estadio           | Fecha      |         |
| ----------------- | --------- | -------------------- | ----------------- | ---------- | ------- |
| Platense          | 2 - 1     | Central Córdoba (R)  | Platense          | 6 de abril |         |
| Quilmes           | 2 - 1     | San Telmo            | Quilmes           | 6 de abril |         |
| All Boys          | 2 - 0     | Temperley            | All Boys          | 6 de abril |         |
| Chacarita Juniors | 3 - 1     | Nueva Chicago        | Chacarita Juniors | 6 de abril |         |
| El Porvenir       | 2 - 0     | Colón                | El Porvenir       | 6 de abril |         |
| Banfield          | 2 - 1     | Almagro              | Banfield          | 6 de abril |         |
| Sportivo Dock Sud | 2 - 2     | Argentino de Quilmes | Racing            | 6 de abril |         |
| Unión             | 5 - 1     | Talleres (RdE)       | Unión             | 7 de abril |         |
| Sarmiento         | 2 - 2     | Excursionistas       | Sarmiento         | 7 de abril |         |

| Fecha 2              | Fecha 2   | Fecha 2             | Fecha 2                       | Fecha 2     | Fecha 2 |
| Local                | Resultado | Visitante           | Estadio                       | Fecha       |         |
| -------------------- | --------- | ------------------- | ----------------------------- | ----------- | ------- |
| San Telmo            | 2 - 4     | Central Córdoba (R) | Boca Juniors                  | 14 de abril |         |
| Sarmiento            | 0 - 0     | Platense            | Sarmiento                     | 14 de abril |         |
| Colón                | 1 - 1     | Chacarita Juniors   | Gimnasia y Esgrima (Santa Fe) | 14 de abril |         |
| Excursionistas       | 5 - 1     | Sportivo Dock Sud   | Excursionistas                | 18 de abril |         |
| Argentino de Quilmes | 0 - 2     | Banfield            | Argentino de Quilmes          | 18 de abril |         |
| Almagro              | 3 - 2     | El Porvenir         | Almagro                       | 18 de abril |         |
| Nueva Chicago        | 4 - 2     | Unión               | Nueva Chicago                 | 18 de abril |         |
| Talleres (RdE)       | 4 - 4     | All Boys            | Talleres (RdE)                | 18 de abril |         |
| Temperley            | 1 - 3     | Quilmes             | Temperley                     | 18 de abril |         |

| Fecha 3             | Fecha 3   | Fecha 3              | Fecha 3             | Fecha 3     | Fecha 3 |
| Local               | Resultado | Visitante            | Estadio             | Fecha       |         |
| ------------------- | --------- | -------------------- | ------------------- | ----------- | ------- |
| Platense            | 1 - 0     | San Telmo            | Platense            | 20 de abril |         |
| Central Córdoba (R) | 3 - 1     | Temperley            | Central Córdoba (R) | 20 de abril |         |
| Quilmes             | 1 - 1     | Talleres (RdE)       | Quilmes             | 20 de abril |         |
| All Boys            | 4 - 0     | Nueva Chicago        | All Boys            | 20 de abril |         |
| Chacarita Juniors   | 1 - 0     | Almagro              | Chacarita Juniors   | 20 de abril |         |
| El Porvenir         | 0 - 1     | Argentino de Quilmes | El Porvenir         | 20 de abril |         |
| Banfield            | 4 - 1     | Excursionistas       | Banfield            | 20 de abril |         |
| Sportivo Dock Sud   | 1 - 0     | Sarmiento            | Sportivo Dock Sud   | 20 de abril |         |
| Unión               | 2 - 1     | Colón                | Unión               | 21 de abril |         |

| Fecha 4              | Fecha 4   | Fecha 4             | Fecha 4                 | Fecha 4     | Fecha 4 |
| Local                | Resultado | Visitante           | Estadio                 | Fecha       |         |
| -------------------- | --------- | ------------------- | ----------------------- | ----------- | ------- |
| Sportivo Dock Sud    | 1 - 3     | Platense            | Sportivo Dock Sud       | 27 de abril |         |
| Excursionistas       | 1 - 3     | El Porvenir         | Excursionistas          | 27 de abril |         |
| Argentino de Quilmes | 0 - 3     | Chacarita Juniors   | Argentino de Quilmes    | 27 de abril |         |
| Almagro              | 0 - 4     | Unión               | Almagro                 | 27 de abril |         |
| Nueva Chicago        | 2 - 2     | Quilmes             | Nueva Chicago           | 27 de abril |         |
| Talleres (RdE)       | 1 - 1     | Central Córdoba (R) | Talleres (RdE)          | 27 de abril |         |
| Temperley            | 3 - 2     | San Telmo           | Temperley               | 27 de abril |         |
| Sarmiento            | 3 - 0     | Banfield            | Sarmiento               | 28 de abril |         |
| Colón                | 1 - 1     | All Boys            | G. y Esgrima (Santa Fe) | 28 de abril |         |

| Fecha 5             | Fecha 5   | Fecha 5              | Fecha 5             | Fecha 5   | Fecha 5 |
| Local               | Resultado | Visitante            | Estadio             | Fecha     |         |
| ------------------- | --------- | -------------------- | ------------------- | --------- | ------- |
| Platense            | 0 - 0     | Temperley            | Platense            | 4 de mayo |         |
| San Telmo           | 4 - 2     | Talleres (RdE)       | Boca Juniors        | 4 de mayo |         |
| Central Córdoba (R) | 1 - 0     | Nueva Chicago        | Central Córdoba (R) | 4 de mayo |         |
| Quilmes             | 0 - 1     | Colón                | Quilmes             | 4 de mayo |         |
| All Boys            | 1 - 1     | Almagro              | All Boys            | 4 de mayo |         |
| Chacarita Juniors   | 2 - 0     | Excursionistas       | Chacarita Juniors   | 4 de mayo |         |
| El Porvenir         | 1 - 2     | Sarmiento            | El Porvenir         | 4 de mayo |         |
| Banfield            | 3 - 1     | Sportivo Dock Sud    | Banfield            | 4 de mayo |         |
| Unión               | 4 - 1     | Argentino de Quilmes | Unión               | 5 de mayo |         |

| Fecha 6              | Fecha 6   | Fecha 6             | Fecha 6                 | Fecha 6    | Fecha 6 |
| Local                | Resultado | Visitante           | Estadio                 | Fecha      |         |
| -------------------- | --------- | ------------------- | ----------------------- | ---------- | ------- |
| Banfield             | 1 - 1     | Platense            | Banfield                | 11 de mayo |         |
| Sportivo Dock Sud    | 2 - 1     | El Porvenir         | Sportivo Dock Sud       | 11 de mayo |         |
| Excursionistas       | 3 - 4     | Unión               | Excursionistas          | 11 de mayo |         |
| Argentino de Quilmes | 3 - 2     | All Boys            | Argentino de Quilmes    | 11 de mayo |         |
| Almagro              | 6 - 4     | Quilmes             | Almagro                 | 11 de mayo |         |
| Nueva Chicago        | 1 - 1     | San Telmo           | Nueva Chicago           | 11 de mayo |         |
| Talleres (RdE)       | 3 - 0     | Temperley           | Talleres (RdE)          | 11 de mayo |         |
| Sarmiento            | 0 - 2     | Chacarita Juniors   | Sarmiento               | 12 de mayo |         |
| Colón                | 1 - 0     | Central Córdoba (R) | G. y Esgrima (Santa Fe) | 12 de mayo |         |

| Fecha 7             | Fecha 7   | Fecha 7              | Fecha 7             | Fecha 7    | Fecha 7 |
| Local               | Resultado | Visitante            | Estadio             | Fecha      |         |
| ------------------- | --------- | -------------------- | ------------------- | ---------- | ------- |
| Platense            | 3 - 1     | Talleres (RdE)       | Platense            | 18 de mayo |         |
| Temperley           | 2 - 2     | Nueva Chicago        | Temperley           | 18 de mayo |         |
| San Telmo           | 2 - 0     | Colón                | Boca Juniors        | 18 de mayo |         |
| Central Córdoba (R) | 6 - 2     | Almagro              | Central Córdoba (R) | 18 de mayo |         |
| Quilmes             | 0 - 0     | Argentino de Quilmes | Quilmes             | 18 de mayo |         |
| All Boys            | 3 - 1     | Excursionistas       | All Boys            | 18 de mayo |         |
| Chacarita Juniors   | 2 - 1     | Sportivo Dock Sud    | Chacarita Juniors   | 18 de mayo |         |
| El Porvenir         | 2 - 2     | Banfield             | El Porvenir         | 18 de mayo |         |
| Unión               | 2 - 2     | Sarmiento            | Unión               | 19 de mayo |         |

| Fecha 8              | Fecha 8   | Fecha 8             | Fecha 8                 | Fecha 8    | Fecha 8 |
| Local                | Resultado | Visitante           | Estadio                 | Fecha      |         |
| -------------------- | --------- | ------------------- | ----------------------- | ---------- | ------- |
| El Porvenir          | 1 - 2     | Platense            | El Porvenir             | 25 de mayo |         |
| Banfield             | 2 - 2     | Chacarita Juniors   | Banfield                | 25 de mayo |         |
| Sportivo Dock Sud    | 3 - 2     | Unión               | Sportivo Dock Sud       | 25 de mayo |         |
| Excursionistas       | 4 - 0     | Quilmes             | Excursionistas          | 25 de mayo |         |
| Argentino de Quilmes | 0 - 2     | Central Córdoba (R) | Argentino de Quilmes    | 25 de mayo |         |
| Almagro              | 5 - 1     | San Telmo           | Almagro                 | 25 de mayo |         |
| Nueva Chicago        | 2 - 0     | Talleres (RdE)      | Nueva Chicago           | 25 de mayo |         |
| Sarmiento            | 2 - 2     | All Boys            | Sarmiento               | 26 de mayo |         |
| Colón                | 1 - 0     | Temperley           | G. y Esgrima (Santa Fe) | 26 de mayo |         |

| Fecha 9             | Fecha 9   | Fecha 9              | Fecha 9             | Fecha 9    | Fecha 9 |
| Local               | Resultado | Visitante            | Estadio             | Fecha      |         |
| ------------------- | --------- | -------------------- | ------------------- | ---------- | ------- |
| Platense            | 0 - 2     | Nueva Chicago        | Platense            | 1 de junio |         |
| Talleres (RdE)      | 3 - 1     | Colón                | Talleres (RdE)      | 1 de junio |         |
| Temperley           | 6 - 1     | Almagro              | Temperley           | 1 de junio |         |
| San Telmo           | 2 - 0     | Argentino de Quilmes | Boca Juniors        | 1 de junio |         |
| Central Córdoba (R) | 4 - 2     | Excursionistas       | Central Córdoba (R) | 1 de junio |         |
| Quilmes             | 4 - 1     | Sarmiento            | Quilmes             | 1 de junio |         |
| All Boys            | 3 - 1     | Sportivo Dock Sud    | All Boys            | 1 de junio |         |
| Chacarita Juniors   | 2 - 1     | El Porvenir          | Chacarita Juniors   | 1 de junio |         |
| Unión               | 2 - 3     | Banfield             | Unión               | 2 de junio |         |

| Fecha 10             | Fecha 10  | Fecha 10            | Fecha 10                | Fecha 10   | Fecha 10 |
| Local                | Resultado | Visitante           | Estadio                 | Fecha      |          |
| -------------------- | --------- | ------------------- | ----------------------- | ---------- | -------- |
| Chacarita Juniors    | 0 - 3     | Platense            | Chacarita Juniors       | 8 de junio |          |
| El Porvenir          | 1 - 2     | Unión               | El Porvenir             | 8 de junio |          |
| Banfield             | 1 - 1     | All Boys            | Banfield                | 8 de junio |          |
| Sportivo Dock Sud    | 1 - 1     | Quilmes             | Sportivo Dock Sud       | 8 de junio |          |
| Excursionistas       | 2 - 3     | San Telmo           | Excursionistas          | 8 de junio |          |
| Argentino de Quilmes | 3 - 1     | Temperley           | Argentino de Quilmes    | 8 de junio |          |
| Almagro              | 2 - 1     | Talleres (RdE)      | Almagro                 | 8 de junio |          |
| Sarmiento            | 0 - 1     | Central Córdoba (R) | Sarmiento               | 9 de junio |          |
| Colón                | 3 - 2     | Nueva Chicago       | G. y Esgrima (Santa Fe) | 9 de junio |          |

| Fecha 11            | Fecha 11  | Fecha 11             | Fecha 11            | Fecha 11    | Fecha 11 |
| Local               | Resultado | Visitante            | Estadio             | Fecha       |          |
| ------------------- | --------- | -------------------- | ------------------- | ----------- | -------- |
| Platense            | 3 - 0     | Colón                | Platense            | 15 de junio |          |
| Talleres (RdE)      | 5 - 1     | Argentino de Quilmes | Talleres (RdE)      | 15 de junio |          |
| Temperley           | 6 - 3     | Excursionistas       | Temperley           | 15 de junio |          |
| San Telmo           | 2 - 2     | Sarmiento            | Boca Juniors        | 15 de junio |          |
| Central Córdoba (R) | 5 - 0     | Sportivo Dock Sud    | Central Córdoba (R) | 15 de junio |          |
| Quilmes             | 5 - 2     | Banfield             | Quilmes             | 15 de junio |          |
| All Boys            | 2 - 2     | El Porvenir          | All Boys            | 15 de junio |          |
| Unión               | 4 - 1     | Chacarita Juniors    | Unión               | 16 de junio |          |
| Nueva Chicago       | 3 - 2     | Almagro              | Nueva Chicago       | 20 de junio |          |

| Fecha 12             | Fecha 12  | Fecha 12            | Fecha 12             | Fecha 12    | Fecha 12 |
| Local                | Resultado | Visitante           | Estadio              | Fecha       |          |
| -------------------- | --------- | ------------------- | -------------------- | ----------- | -------- |
| Chacarita Juniors    | 0 - 0     | All Boys            | Chacarita Juniors    | 22 de junio |          |
| El Porvenir          | 1 - 5     | Quilmes             | El Porvenir          | 22 de junio |          |
| Banfield             | 0 - 1     | Central Córdoba (R) | Banfield             | 22 de junio |          |
| Sportivo Dock Sud    | 1 - 4     | San Telmo           | Sportivo Dock Sud    | 22 de junio |          |
| Excursionistas       | 1 - 3     | Talleres (RdE)      | Excursionistas       | 22 de junio |          |
| Argentino de Quilmes | 0 - 1     | Nueva Chicago       | Argentino de Quilmes | 22 de junio |          |
| Almagro              | 1 - 1     | Colón               | Almagro              | 22 de junio |          |
| Unión                | 2 - 2     | Platense            | Unión                | 23 de junio |          |
| Sarmiento            | 2 - 0     | Temperley           | Sarmiento            | 23 de junio |          |

| Fecha 13            | Fecha 13  | Fecha 13             | Fecha 13            | Fecha 13    | Fecha 13 |
| Local               | Resultado | Visitante            | Estadio             | Fecha       |          |
| ------------------- | --------- | -------------------- | ------------------- | ----------- | -------- |
| Platense            | 2 - 2     | Almagro              | Platense            | 29 de junio |          |
| Nueva Chicago       | 2 - 0     | Excursionistas       | Nueva Chicago       | 29 de junio |          |
| Talleres (RdE)      | 1 - 2     | Sarmiento            | Talleres (RdE)      | 29 de junio |          |
| Temperley           | 3 - 1     | Sportivo Dock Sud    | Temperley           | 29 de junio |          |
| San Telmo           | 1 - 4     | Banfield             | Boca Juniors        | 29 de junio |          |
| Central Córdoba (R) | 1 - 0     | El Porvenir          | Central Córdoba (R) | 29 de junio |          |
| Quilmes             | 4 - 1     | Chacarita Juniors    | Quilmes             | 29 de junio |          |
| All Boys            | 4 - 2     | Unión                | All Boys            | 29 de junio |          |
| Colón               | 3 - 2     | Argentino de Quilmes | Colón               | 30 de junio |          |

| Fecha 14             | Fecha 14  | Fecha 14            | Fecha 14             | Fecha 14   | Fecha 14 |
| Local                | Resultado | Visitante           | Estadio              | Fecha      |          |
| -------------------- | --------- | ------------------- | -------------------- | ---------- | -------- |
| All Boys             | 1 - 2     | Platense            | All Boys             | 6 de julio |          |
| Chacarita Juniors    | 1 - 1     | Central Córdoba (R) | Chacarita Juniors    | 6 de julio |          |
| El Porvenir          | 1 - 1     | San Telmo           | El Porvenir          | 6 de julio |          |
| Banfield             | 0 - 3     | Temperley           | Banfield             | 6 de julio |          |
| Sportivo Dock Sud    | 4 - 2     | Talleres (RdE)      | Sportivo Dock Sud    | 6 de julio |          |
| Excursionistas       | 4 - 1     | Colón               | Excursionistas       | 6 de julio |          |
| Argentino de Quilmes | 3 - 5     | Almagro             | Argentino de Quilmes | 6 de julio |          |
| Unión                | 0 - 0     | Quilmes             | Unión                | 7 de julio |          |
| Sarmiento            | 4 - 0     | Nueva Chicago       | Sarmiento            | 7 de julio |          |

| Fecha 15            | Fecha 15  | Fecha 15             | Fecha 15            | Fecha 15    | Fecha 15 |
| Local               | Resultado | Visitante            | Estadio             | Fecha       |          |
| ------------------- | --------- | -------------------- | ------------------- | ----------- | -------- |
| Platense            | 5 - 0     | Argentino de Quilmes | Platense            | 13 de julio |          |
| Almagro             | 1 - 2     | Excursionistas       | Almagro             | 13 de julio |          |
| Nueva Chicago       | 2 - 1     | Sportivo Dock Sud    | Nueva Chicago       | 13 de julio |          |
| Talleres (RdE)      | 3 - 1     | Banfield             | Talleres (RdE)      | 13 de julio |          |
| Temperley           | 3 - 1     | El Porvenir          | Temperley           | 13 de julio |          |
| San Telmo           | 2 - 2     | Chacarita Juniors    | Boca Juniors        | 13 de julio |          |
| Central Córdoba (R) | 1 - 3     | Unión                | Central Córdoba (R) | 13 de julio |          |
| Quilmes             | 1 - 6     | All Boys             | Quilmes             | 13 de julio |          |
| Colón               | 0 - 0     | Sarmiento            | Colón               | 14 de julio |          |

| Fecha 16          | Fecha 16  | Fecha 16             | Fecha 16          | Fecha 16    | Fecha 16 |
| Local             | Resultado | Visitante            | Estadio           | Fecha       |          |
| ----------------- | --------- | -------------------- | ----------------- | ----------- | -------- |
| Quilmes           | 1 - 4     | Platense             | Quilmes           | 20 de julio |          |
| All Boys          | 1 - 1     | Central Córdoba (R)  | All Boys          | 20 de julio |          |
| Chacarita Juniors | 3 - 0     | Temperley            | Chacarita Juniors | 20 de julio |          |
| El Porvenir       | 4 - 3     | Talleres (RdE)       | El Porvenir       | 20 de julio |          |
| Banfield          | 2 - 1     | Nueva Chicago        | Banfield          | 20 de julio |          |
| Sportivo Dock Sud | 5 - 1     | Colón                | Sportivo Dock Sud | 20 de julio |          |
| Excursionistas    | 0 - 0     | Argentino de Quilmes | Excursionistas    | 20 de julio |          |
| Unión             | 5 - 1     | San Telmo            | Unión             | 21 de julio |          |
| Sarmiento         | 0 - 0     | Almagro              | Sarmiento         | 21 de julio |          |

| Fecha 17             | Fecha 17  | Fecha 17          | Fecha 17             | Fecha 17    | Fecha 17 |
| Local                | Resultado | Visitante         | Estadio              | Fecha       |          |
| -------------------- | --------- | ----------------- | -------------------- | ----------- | -------- |
| Platense             | 1 - 1     | Excursionistas    | Platense             | 3 de agosto |          |
| Argentino de Quilmes | 1 - 1     | Sarmiento         | Argentino de Quilmes | 3 de agosto |          |
| Almagro              | 4 - 0     | Sportivo Dock Sud | Almagro              | 3 de agosto |          |
| Nueva Chicago        | 2 - 2     | El Porvenir       | Nueva Chicago        | 3 de agosto |          |
| Talleres (RdE)       | 2 - 2     | Chacarita Juniors | Talleres (RdE)       | 3 de agosto |          |
| Temperley            | 1 - 0     | Unión             | Temperley            | 3 de agosto |          |
| San Telmo            | 0 - 3     | All Boys          | San Lorenzo          | 3 de agosto |          |
| Central Córdoba (R)  | 4 - 1     | Quilmes           | Central Córdoba (R)  | 3 de agosto |          |
| Colón                | 0 - 0     | Banfield          | Colón                | 4 de agosto |          |

Segunda Rueda
| Fecha 18             | Fecha 18  | Fecha 18          | Fecha 18             | Fecha 18     | Fecha 18 |
| Local                | Resultado | Visitante         | Estadio              | Fecha        |          |
| -------------------- | --------- | ----------------- | -------------------- | ------------ | -------- |
| Central Córdoba (R)  | 2 - 2     | Platense          | Central Córdoba (R)  | 10 de agosto |          |
| San Telmo            | 2 - 3     | Quilmes           | Sportivo Dock Sud    | 10 de agosto |          |
| Temperley            | 2 - 3     | All Boys          | Temperley            | 10 de agosto |          |
| Talleres (RdE)       | 1 - 0     | Unión             | Talleres (RdE)       | 10 de agosto |          |
| Nueva Chicago        | 2 - 2     | Chacarita Juniors | Nueva Chicago        | 10 de agosto |          |
| Almagro              | 2 - 1     | Banfield          | Almagro              | 10 de agosto |          |
| Argentino de Quilmes | 2 - 1     | Sportivo Dock Sud | Argentino de Quilmes | 10 de agosto |          |
| Excursionistas       | 0 - 3     | Sarmiento         | Excursionistas       | 10 de agosto |          |
| Colón                | 3 - 1     | El Porvenir       | Colón                | 11 de agosto |          |

| Fecha 19            | Fecha 19  | Fecha 19             | Fecha 19            | Fecha 19     | Fecha 19 |
| Local               | Resultado | Visitante            | Estadio             | Fecha        |          |
| ------------------- | --------- | -------------------- | ------------------- | ------------ | -------- |
| Platense            | 1 - 1     | Sarmiento            | Platense            | 17 de agosto |          |
| Sportivo Dock Sud   | 3 - 2     | Excursionistas       | Sportivo Dock Sud   | 17 de agosto |          |
| Banfield            | 6 - 1     | Argentino de Quilmes | Banfield            | 17 de agosto |          |
| El Porvenir         | 1 - 1     | Almagro              | El Porvenir         | 17 de agosto |          |
| Chacarita Juniors   | 3 - 0     | Colón                | Chacarita Juniors   | 17 de agosto |          |
| All Boys            | 3 - 2     | Talleres (RdE)       | All Boys            | 17 de agosto |          |
| Quilmes             | 0 - 0     | Temperley            | Quilmes             | 17 de agosto |          |
| Central Córdoba (R) | 2 - 2     | San Telmo            | Central Córdoba (R) | 17 de agosto |          |
| Unión               | 4 - 1     | Nueva Chicago        | Unión               | 18 de agosto |          |

| Fecha 20             | Fecha 20  | Fecha 20            | Fecha 20             | Fecha 20     | Fecha 20 |
| Local                | Resultado | Visitante           | Estadio              | Fecha        |          |
| -------------------- | --------- | ------------------- | -------------------- | ------------ | -------- |
| San Telmo            | 1 - 3     | Platense            | Boca Juniors         | 24 de agosto |          |
| Temperley            | 5 - 1     | Central Córdoba (R) | Temperley            | 24 de agosto |          |
| Talleres (RdE)       | 1 - 1     | Quilmes             | Talleres (RdE)       | 24 de agosto |          |
| Nueva Chicago        | 1 - 1     | All Boys            | Nueva Chicago        | 24 de agosto |          |
| Almagro              | 1 - 3     | Chacarita Juniors   | Almagro              | 24 de agosto |          |
| Argentino de Quilmes | 2 - 1     | El Porvenir         | Argentino de Quilmes | 24 de agosto |          |
| Excursionistas       | 4 - 2     | Banfield            | Excursionistas       | 24 de agosto |          |
| Sarmiento            | 1 - 0     | Sportivo Dock Sud   | Sarmiento            | 25 de agosto |          |
| Colón                | 0 - 1     | Unión               | Colón                | 25 de agosto |          |

| Fecha 21            | Fecha 21  | Fecha 21             | Fecha 21            | Fecha 21        | Fecha 21 |
| Local               | Resultado | Visitante            | Estadio             | Fecha           |          |
| ------------------- | --------- | -------------------- | ------------------- | --------------- | -------- |
| Platense            | 1 - 0     | Sportivo Dock Sud    | Platense            | 31 de agosto    |          |
| Banfield            | 1 - 1     | Sarmiento            | Banfield            | 31 de agosto    |          |
| El Porvenir         | 0 - 0     | Excursionistas       | El Porvenir         | 31 de agosto    |          |
| Chacarita Juniors   | 0 - 1     | Argentino de Quilmes | Chacarita Juniors   | 31 de agosto    |          |
| All Boys            | 6 - 2     | Colón                | All Boys            | 31 de agosto    |          |
| Quilmes             | 3 - 3     | Nueva Chicago        | Quilmes             | 31 de agosto    |          |
| Central Córdoba (R) | 3 - 1     | Talleres (RdE)       | Central Córdoba (R) | 31 de agosto    |          |
| San Telmo           | 2 - 1     | Temperley            | San Telmo           | 31 de agosto    |          |
| Unión               | 1 - 1     | Almagro              | Unión               | 1 de septiembre |          |

| Fecha 22             | Fecha 22  | Fecha 22            | Fecha 22                      | Fecha 22        | Fecha 22 |
| Local                | Resultado | Visitante           | Estadio                       | Fecha           |          |
| -------------------- | --------- | ------------------- | ----------------------------- | --------------- | -------- |
| Temperley            | 1 - 2     | Platense            | Temperley                     | 7 de septiembre |          |
| Talleres (RdE)       | 5 - 2     | San Telmo           | Talleres (RdE)                | 7 de septiembre |          |
| Nueva Chicago        | 1 - 2     | Central Córdoba (R) | Nueva Chicago                 | 7 de septiembre |          |
| Almagro              | 4 - 2     | All Boys            | Almagro                       | 7 de septiembre |          |
| Argentino de Quilmes | 3 - 0     | Unión               | Argentino de Quilmes          | 7 de septiembre |          |
| Excursionistas       | 3 - 4     | Chacarita Juniors   | Excursionistas                | 7 de septiembre |          |
| Sportivo Dock Sud    | 1 - 3     | Banfield            | Sportivo Dock Sud             | 7 de septiembre |          |
| Colón                | 2 - 0     | Quilmes             | Gimnasia y Esgrima (Santa Fe) |                 |          |
| Sarmiento            | 1 - 2     | El Porvenir         | Sarmiento                     |                 |          |

| Fecha 23            | Fecha 23  | Fecha 23             | Fecha 23            | Fecha 23         | Fecha 23 |
| Local               | Resultado | Visitante            | Estadio             | Fecha            |          |
| ------------------- | --------- | -------------------- | ------------------- | ---------------- | -------- |
| Platense            | 1 - 1     | Banfield             | Platense            | 14 de septiembre |          |
| El Porvenir         | 2 - 0     | Sportivo Dock Sud    | El Porvenir         | 14 de septiembre |          |
| Chacarita Juniors   | 2 - 2     | Sarmiento            | Chacarita Juniors   | 14 de septiembre |          |
| All Boys            | 0 - 0     | Argentino de Quilmes | All Boys            | 14 de septiembre |          |
| Quilmes             | 1 - 1     | Almagro              | Quilmes             | 14 de septiembre |          |
| Central Córdoba (R) | 2 - 0     | Colón                | Central Córdoba (R) | 14 de septiembre |          |
| San Telmo           | 4 - 1     | Nueva Chicago        | San Telmo           | 14 de septiembre |          |
| Temperley           | 3 - 2     | Talleres (RdE)       | Temperley           | 14 de septiembre |          |
| Unión               | 4 - 1     | Excursionistas       | Unión               | 15 de septiembre |          |

| Fecha 24             | Fecha 24  | Fecha 24            | Fecha 24                | Fecha 24         | Fecha 24 |
| Local                | Resultado | Visitante           | Estadio                 | Fecha            |          |
| -------------------- | --------- | ------------------- | ----------------------- | ---------------- | -------- |
| Talleres (RdE)       | 2 - 0     | Platense            | Talleres (RdE)          | 21 de septiembre |          |
| Nueva Chicago        | 2 - 0     | Temperley           | Nueva Chicago           | 21 de septiembre |          |
| Almagro              | 2 - 0     | Central Córdoba (R) | Almagro                 | 21 de septiembre |          |
| Argentino de Quilmes | 0 - 2     | Quilmes             | Argentino de Quilmes    | 21 de septiembre |          |
| Excursionistas       | 2 - 2     | All Boys            | Excursionistas          | 21 de septiembre |          |
| Sportivo Dock Sud    | 2 - 1     | Chacarita Juniors   | Sportivo Dock Sud       | 21 de septiembre |          |
| Banfield             | 3 - 2     | El Porvenir         | Banfield                | 21 de septiembre |          |
| Colón                | 0 - 1     | San Telmo           | G. y Esgrima (Santa Fe) | 22 de septiembre |          |
| Sarmiento            | 3 - 2     | Unión               | Sarmiento               | 22 de septiembre |          |

| Fecha 25            | Fecha 25  | Fecha 25             | Fecha 25            | Fecha 25         | Fecha 25 |
| Local               | Resultado | Visitante            | Estadio             | Fecha            |          |
| ------------------- | --------- | -------------------- | ------------------- | ---------------- | -------- |
| Platense            | 2 - 0     | El Porvenir          | Platense            | 28 de septiembre |          |
| Chacarita Juniors   | 2 - 1     | Banfield             | Chacarita Juniors   | 28 de septiembre |          |
| All Boys            | 0 - 1     | Sarmiento            | All Boys            | 28 de septiembre |          |
| Quilmes             | 0 - 1     | Excursionistas       | Quilmes             | 28 de septiembre |          |
| Central Córdoba (R) | 4 - 1     | Argentino de Quilmes | Central Córdoba (R) | 28 de septiembre |          |
| San Telmo           | 4 - 3     | Almagro              | San Telmo           | 28 de septiembre |          |
| Temperley           | 1 - 0     | Colón                | Temperley           | 28 de septiembre |          |
| Talleres (RdE)      | 3 - 2     | Nueva Chicago        | Talleres (RdE)      | 28 de septiembre |          |
| Unión               | 2 - 2     | Sportivo Dock Sud    | Unión               | 29 de septiembre |          |

| Fecha 26             | Fecha 26  | Fecha 26            | Fecha 26                | Fecha 26     | Fecha 26 |
| Local                | Resultado | Visitante           | Estadio                 | Fecha        |          |
| -------------------- | --------- | ------------------- | ----------------------- | ------------ | -------- |
| Nueva Chicago        | 0 - 0     | Platense            | Nueva Chicago           | 5 de octubre |          |
| Almagro              | 3 - 0     | Temperley           | Almagro                 | 5 de octubre |          |
| Argentino de Quilmes | 3 - 0     | San Telmo           | Argentino de Quilmes    | 5 de octubre |          |
| Excursionistas       | 1 - 3     | Central Córdoba (R) | Excursionistas          | 5 de octubre |          |
| Sportivo Dock Sud    | 5 - 2     | All Boys            | Sportivo Dock Sud       | 5 de octubre |          |
| Banfield             | 3 - 6     | Unión               | Banfield                | 5 de octubre |          |
| El Porvenir          | 2 - 3     | Chacarita Juniors   | El Porvenir             | 5 de octubre |          |
| Colón                | 3 - 0     | Talleres (RdE)      | G. y Esgrima (Santa Fe) | 6 de octubre |          |
| Sarmiento            | 2 - 0     | Quilmes             | Sarmiento               | 6 de octubre |          |

| Fecha 27            | Fecha 27  | Fecha 27             | Fecha 27            | Fecha 27      | Fecha 27 |
| Local               | Resultado | Visitante            | Estadio             | Fecha         |          |
| ------------------- | --------- | -------------------- | ------------------- | ------------- | -------- |
| Platense            | 2 - 2     | Chacarita Juniors    | Platense            | 12 de octubre |          |
| All Boys            | 2 - 2     | Banfield             | All Boys            | 12 de octubre |          |
| Quilmes             | 2 - 4     | Sportivo Dock Sud    | Quilmes             | 12 de octubre |          |
| Central Córdoba (R) | 1 - 0     | Sarmiento            | Central Córdoba (R) | 12 de octubre |          |
| San Telmo           | 2 - 1     | Excursionistas       | San Telmo           | 12 de octubre |          |
| Temperley           | 1 - 0     | Argentino de Quilmes | Temperley           | 12 de octubre |          |
| Talleres (RdE)      | 1 - 1     | Almagro              | Talleres (RdE)      | 12 de octubre |          |
| Nueva Chicago       | 6 - 3     | Colón                | Nueva Chicago       | 12 de octubre |          |
| Unión               | 3 - 1     | El Porvenir          | Unión               | 13 de octubre |          |

| Fecha 28             | Fecha 28  | Fecha 28            | Fecha 28                | Fecha 28      | Fecha 28 |
| Local                | Resultado | Visitante           | Estadio                 | Fecha         |          |
| -------------------- | --------- | ------------------- | ----------------------- | ------------- | -------- |
| Colón                | 2 - 0     | Platense            | G. y Esgrima (Santa Fe) | 19 de octubre |          |
| Almagro              | 1 - 2     | Nueva Chicago       | Almagro                 | 19 de octubre |          |
| Argentino de Quilmes | 2 - 2     | Talleres (RdE)      | Argentino de Quilmes    | 19 de octubre |          |
| Excursionistas       | 4 - 3     | Temperley           | Excursionistas          | 19 de octubre |          |
| Sportivo Dock Sud    | 0 - 1     | Central Córdoba (R) | Sportivo Dock Sud       | 19 de octubre |          |
| Banfield             | 4 - 1     | Quilmes             | Banfield                | 19 de octubre |          |
| El Porvenir          | 4 - 2     | All Boys            | El Porvenir             | 19 de octubre |          |
| Chacarita Juniors    | 1 - 1     | Unión               | Chacarita Juniors       | 19 de octubre |          |
| Sarmiento            | 0 - 0     | San Telmo           | Sarmiento               | 20 de octubre |          |

| Fecha 29            | Fecha 29  | Fecha 29             | Fecha 29                | Fecha 29      | Fecha 29 |
| Local               | Resultado | Visitante            | Estadio                 | Fecha         |          |
| ------------------- | --------- | -------------------- | ----------------------- | ------------- | -------- |
| Platense            | 3 - 1     | Unión                | Platense                | 26 de octubre |          |
| All Boys            | 3 - 1     | Chacarita Juniors    | All Boys                | 26 de octubre |          |
| Quilmes             | 4 - 3     | El Porvenir          | Quilmes                 | 26 de octubre |          |
| Central Córdoba (R) | 3 - 0     | Banfield             | Central Córdoba (R)     | 26 de octubre |          |
| San Telmo           | 1 - 4     | Sportivo Dock Sud    | San Telmo               | 26 de octubre |          |
| Temperley           | 5 - 2     | Sarmiento            | Temperley               | 26 de octubre |          |
| Talleres (RdE)      | 5 - 2     | Excursionistas       | Talleres (RdE)          | 26 de octubre |          |
| Nueva Chicago       | 4 - 2     | Argentino de Quilmes | Nueva Chicago           | 26 de octubre |          |
| Colón               | 1 - 1     | Almagro              | G. y Esgrima (Santa Fe) | 26 de octubre |          |

| Fecha 30             | Fecha 30  | Fecha 30            | Fecha 30             | Fecha 30       | Fecha 30 |
| Local                | Resultado | Visitante           | Estadio              | Fecha          |          |
| -------------------- | --------- | ------------------- | -------------------- | -------------- | -------- |
| Almagro              | 2 - 1     | Platense            | Almagro              | 2 de noviembre |          |
| Argentino de Quilmes | 1 - 1     | Colón               | Argentino de Quilmes | 2 de noviembre |          |
| Excursionistas       | 1 - 0     | Nueva Chicago       | Excursionistas       | 2 de noviembre |          |
| Sarmiento            | 0 - 0     | Talleres (RdE)      | Sarmiento            | 2 de noviembre |          |
| Sportivo Dock Sud    | 2 - 1     | Temperley           | Sportivo Dock Sud    | 2 de noviembre |          |
| Banfield             | 3 - 0     | San Telmo           | Banfield             | 2 de noviembre |          |
| El Porvenir          | 4 - 1     | Central Córdoba (R) | El Porvenir          | 2 de noviembre |          |
| Chacarita Juniors    | 3 - 1     | Quilmes             | Chacarita Juniors    | 2 de noviembre |          |
| Unión                | 1 - 1     | All Boys            | Unión                | 2 de noviembre |          |

| Fecha 31            | Fecha 31  | Fecha 31             | Fecha 31                | Fecha 31       | Fecha 31 |
| Local               | Resultado | Visitante            | Estadio                 | Fecha          |          |
| ------------------- | --------- | -------------------- | ----------------------- | -------------- | -------- |
| Platense            | 4 - 3     | All Boys             | Platense                | 9 de noviembre |          |
| Quilmes             | 2 - 3     | Unión                | Quilmes                 | 9 de noviembre |          |
| Central Córdoba (R) | 1 - 0     | Chacarita Juniors    | Central Córdoba (R)     | 9 de noviembre |          |
| San Telmo           | 3 - 1     | El Porvenir          | San Telmo               | 9 de noviembre |          |
| Temperley           | 1 - 2     | Banfield             | Temperley               | 9 de noviembre |          |
| Talleres (RdE)      | 1 - 4     | Sportivo Dock Sud    | Talleres (RdE)          | 9 de noviembre |          |
| Nueva Chicago       | 1 - 2     | Sarmiento            | Nueva Chicago           | 9 de noviembre |          |
| Colón               | 2 - 1     | Excursionistas       | G. y Esgrima (Santa Fe) | 9 de noviembre |          |
| Almagro             | 2 - 2     | Argentino de Quilmes | Almagro                 | 9 de noviembre |          |

| Fecha 32             | Fecha 32  | Fecha 32            | Fecha 32             | Fecha 32        | Fecha 32 |
| Local                | Resultado | Visitante           | Estadio              | Fecha           |          |
| -------------------- | --------- | ------------------- | -------------------- | --------------- | -------- |
| Argentino de Quilmes | 2 - 1     | Platense            | Argentino de Quilmes | 16 de noviembre |          |
| Excursionistas       | 3 - 7     | Almagro             | Excursionistas       | 16 de noviembre |          |
| Sarmiento            | 6 - 0     | Colón               | Sarmiento            | 16 de noviembre |          |
| Sportivo Dock Sud    | 7 - 1     | Nueva Chicago       | Sportivo Dock Sud    | 16 de noviembre |          |
| Banfield             | 4 - 0     | Talleres (RdE)      | Banfield             | 16 de noviembre |          |
| El Porvenir          | 6 - 3     | Temperley           | El Porvenir          | 16 de noviembre |          |
| Chacarita Juniors    | 1 - 4     | San Telmo           | Chacarita Juniors    | 16 de noviembre |          |
| Unión                | 2 - 0     | Central Córdoba (R) | Unión                | 16 de noviembre |          |
| All Boys             | 1 - 1     | Quilmes             | All Boys             | 16 de noviembre |          |

| Fecha 33             | Fecha 33  | Fecha 33          | Fecha 33             | Fecha 33        | Fecha 33 |
| Local                | Resultado | Visitante         | Estadio              | Fecha           |          |
| -------------------- | --------- | ----------------- | -------------------- | --------------- | -------- |
| Platense             | 3 - 2     | Quilmes           | Platense             | 23 de noviembre |          |
| Central Córdoba (R)  | 3 - 2     | All Boys          | Central Córdoba (R)  | 23 de noviembre |          |
| San Telmo            | 1 - 1     | Unión             | San Telmo            | 23 de noviembre |          |
| Temperley            | 0 - 5     | Chacarita Juniors | Temperley            | 23 de noviembre |          |
| Talleres (RdE)       | 0 - 1     | El Porvenir       | Talleres (RdE)       | 23 de noviembre |          |
| Nueva Chicago        | 1 - 1     | Banfield          | Nueva Chicago        | 23 de noviembre |          |
| Colón                | 4 - 2     | Sportivo Dock Sud | Colón                | 23 de noviembre |          |
| Almagro              | 0 - 0     | Sarmiento         | Almagro              | 23 de noviembre |          |
| Argentino de Quilmes | 1 - 3     | Excursionistas    | Argentino de Quilmes | 23 de noviembre |          |

| Fecha 34          | Fecha 34  | Fecha 34             | Fecha 34           | Fecha 34        | Fecha 34 |
| Local             | Resultado | Visitante            | Estadio            | Fecha           |          |
| ----------------- | --------- | -------------------- | ------------------ | --------------- | -------- |
| Excursionistas    | 2 - 2     | Platense             | Excursionistas     | 30 de noviembre |          |
| Sarmiento         | 6 - 1     | Argentino de Quilmes | Sarmiento          | 30 de noviembre |          |
| Sportivo Dock Sud | 6 - 0     | Almagro              | Sportivo Dock Sud  | 30 de noviembre |          |
| Banfield          | 1 - 0     | Colón                | Banfield           | 30 de noviembre |          |
| El Porvenir       | 5 - 2     | Nueva Chicago        | El Porvenir        | 30 de noviembre |          |
| Chacarita Juniors | 2 - 2     | Talleres (RdE)       | Chacarita Juniors  | 30 de noviembre |          |
| Unión             | 7 - 1     | Temperley            | Unión              | 30 de noviembre |          |
| All Boys          | 1 - 1     | San Telmo            | Ferro Carril Oeste | 30 de noviembre |          |
| Quilmes           | 0 - 3     | Central Córdoba (R)  | Quilmes            | 30 de noviembre |          |

| 1. 2. 3. 4. 5. |

### Desempate por el descenso
Fue disputado por Argentino de Quilmes y Excursionistas, que habían finalizado igualados en el último lugar de la tabla de promedios. El ganador mantuvo la categoría, mientras que el perdedor descendió a la Primera C.
| Excursionistas                                                                                    | 2 - 2 | Argentino de Quilmes | Arquitecto Ricardo Etcheverri | 7 de diciembre  |
| Argentino de Quilmes                                                                              | 1 - 6 | Excursionistas       | Presidente Perón              | 14 de diciembre |
| Global: 8 - 3. Excursionistas mantuvo la categoría. Argentino de Quilmes descendió a la Primera C |       |                      |                               |                 |

## Goleadores
| Jugador                  | Equipo              | Goles |
| ------------------------ | ------------------- | ----- |
| Casimiro Casado          | Almagro             | 25    |
| Hugo Irineo Barrios      | Unión               | 21    |
| Carlos Morales           | Quilmes             | 21    |
| Héctor Irigoyen          | San Telmo           | 19    |
| Eduardo Pascual Federico | Central Córdoba (R) | 19    |
| Roberto Bruzzio          | Sarmiento (J)       | 18    |
| Hebe Auditore            | Dock Sud            | 18    |
| Rubén Héctor Sosa        | Platense            | 17    |
| Osvaldo Vega             | Excursionistas      | 16    |

- Fuente: El Sitio de Almagro